# Oric
Pour les articles homonymes, voir Oric.

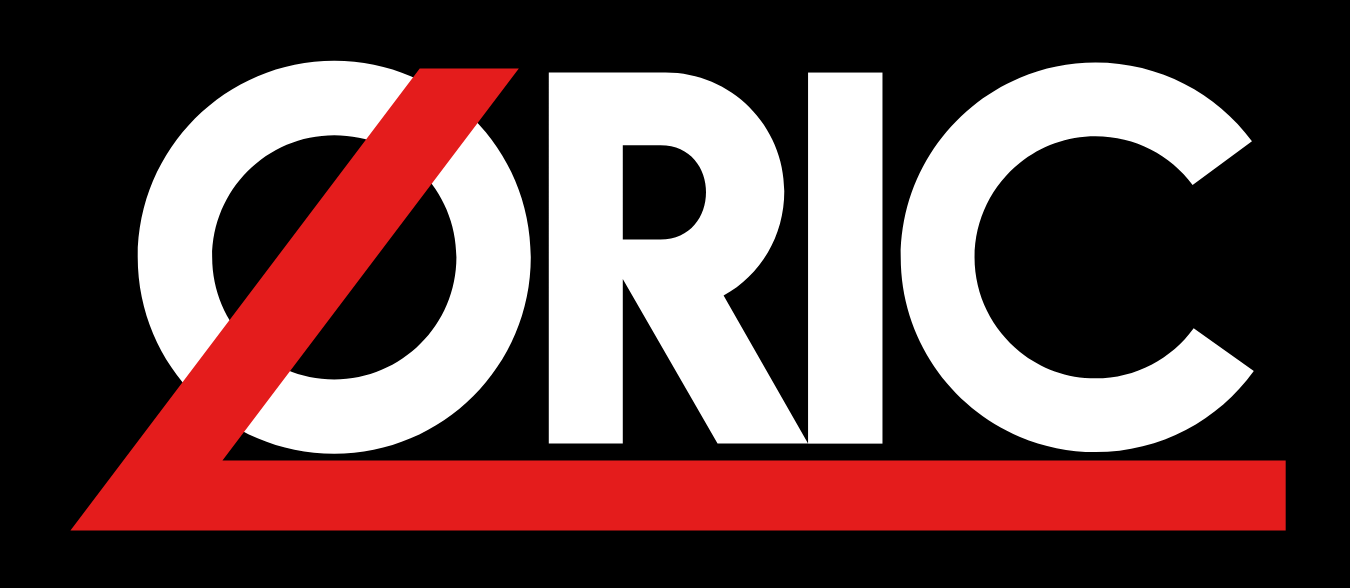
Logo Oric

Oric est une marque de micro-ordinateurs, de la société britannique Tangerine Computer Systems puis de la société française Eureka, diffusant trois modèles dans les années 1980 : l'Oric-1, premier micro-ordinateur à avoir pénétré massivement les foyers des particuliers au Royaume-Uni et en France où il fut élu "Ordinateur de l'année" en 1983, puis l'Oric-Atmos également élu "Ordinateur de l'année" en 1984 en France. Après un troisième modèle Oric Telestrat à la diffusion plus confidentielle, des clones de l'Atmos continuent à être commercialisés en Europe de l'Est jusque dans les années 1990.
La gamme cumulera un peu moins de 400 000 exemplaires commercialisés en Europe, un volume honorable mais néanmoins loin d'égaler ses concurrents ZX Spectrum et Commodore 64.

## Unités centrales

### Oric-1
L'Oric-1 est le premier micro-ordinateur de la marque Oric, conçu et produit par la société Tangerine Computer Systems. Il est le premier micro-ordinateur à avoir pénétré massivement les foyers des particuliers en France et au Royaume-Uni, et sera élu ordinateur de l'année en 1983.
L'Oric-1 a été créé en deux versions 16 ko et 48 ko, animées par un microprocesseur Rockwell 6502 A tournant à 1 MHz. L'affichage proposait un mode texte 8 couleurs de 28 lignes de 40 colonnes ou haute résolution 240x200 pixels. Un processeur sonore à 4 voies General Instrument PSG AY-3-8912, particulièrement évolué pour l'époque (deux ans plus tard le puissant Atari ST en sera également équipé). Le langage de programmation des Oric-1 est une version du langage BASIC de Microsoft et modifié par la société Tangerine Computer Systems, dont le noyau (non compris les extensions graphiques et sonores) est similaire à celui de l'Apple II.

#### Historique
La société britannique Oric Products International, fondée en avril 1982, projette de créer un ordinateur de bureau pouvant se connecter aux services télématiques Vidéotex à la norme Prestel. Pour cela elle s'appuie sur le savoir faire de la société Tangerine Computer Systems, créée en 1979, qui avait produit l'ordinateur Microtan 65 et travaillait sur un projet Microtan 2 qui servira de base à l'Oric. En août 1982, l'Oric-1 est annoncé, avec des bons de réservation, puis commercialisé en janvier 1983. Son directeur commercial, Peter Harding, ambitionne de "battre Sinclair en offrant beaucoup plus pour beaucoup moins cher" avec des contrats avec des revendeurs de Londres pour leur fournir plus de 200 000 unités, et à brève échéance la disponibilité d'un modem et d'un lecteur de disquettes. L'Oric-1 profitera de la sortie tardive fin 1983 de son concurrent, le ZX Spectrum, qui souffre d'une disponibilité limitée en France par manque de distributeur officiel. Le nom Oric est une anagramme de Micro, à la lettre M près (il ne vient pas de l'ordinateur AURA de la série Blake's 7 comme certains ont pu le penser). La société Tansoft tire son nom de Tangerine Software, et édite les premiers logiciels tels que Defense force.
Basé sur un processeur 8 bits 6502 cadencé à 1 MHz, avec 16 ko de mémoire vive, rapidement étendu à 48 ko, il dispose d'un Basic étendu préinstallé en ROM et d'un clavier de 57 touches « semi-mécanique à pivot » composées du même plastique rigide que les touches des calculatrices HP, progrès indéniable face aux claviers à membrane (comme le ZX-81) et touches caoutchouteuses à rebond (comme le ZX Spectrum). Son interface cassette offre une vitesse record de 2400 bauds, plus rapide que la concurrence (1500 bauds pour le ZX Spectrum et 300 bauds chez Commodore). Il sera le premier micro-ordinateur à exploiter le nouveau processeur sonore Yamaha AY-3-8912 (qu'on retrouvera dans les Amstrad CPC, et jusque dans les Atari ST) dont les remarquables capacités sonores pour l'époque sont facilement mises en évidence par des instructions Basic spécifiques (Ping, Zap, Shoot, Explode). L'interface compatible Centronics était également remarquable sur un ordinateur familial. Malgré quelques bugs de la ROM, son faible prix (2 000 FF puis 1 000 FF) lui assure un succès en France et au Royaume-Uni, d'autant plus que son concurrent direct, le ZX Spectrum, est victime de difficultés de production. L'annonce prochaine de périphériques comme l'imprimante MCP-40 ou un lecteur de disquette le rendent encore plus populaire.

#### Ordinateur de l'année 1983
C'est le premier ordinateur grand public à pénétrer massivement chez monsieur tout le monde, avec un prix modique et une connexion au téléviseur, créant de nombreuses vocations pour l'informatique et demeurant encore aujourd'hui la pierre fondatrice de l'ordinateur à la maison. En juin 1983, Oric annonce disposer de 350 000 commandes d'ici fin 1983, prévoit un cumul de 400 000 ventes d'ici février 1984 (pour l'Europe seule) et annonce la disponibilité du modem en juillet et le lecteur de disquettes Microdisc 3" en septembre-octobre, annonces qui se révéleront prématurées (le modem et le lecteur Microdisc sortiront avec un an de retard, à l'été 1984). En France, les ventes d'Oric-1 atteignent 50 000 unités dès 1983 (sur une production totale de 210 000 unités au final). Il est élu ordinateur de l'année en France en 1983, comme le sera son successeur Atmos en 1984.
Sa production se termine à l'été 1984, remplacé par l'Oric Atmos qui est compatible avec sa logithèque, comme le sera l'Oric Telestrat qui sort en 1986.

#### Spécifications techniques
- Processeur principal : MOS Technology 6502 cadencé à 1 MHz
- Mémoire vive (RAM) : d'abord en 16 ko, puis 48 ko. Le modèle 48 ko possède 64 ko de RAM, mais 16 ko sont masqués par la ROM et inaccessibles à l'utilisateur qui doit donc se contenter de 48 ko. Cependant, l'utilisation d'un lecteur de disquettes permet, via un dispositif sur le bus d'extension, d'utiliser les 16 ko masqués en substitution de la ROM pour charger un autre Basic ou l'Oric-Dos[14],[15].
- Mémoire morte (BIOS) : 16 ko comportant le langage Basic Tangerine/Microsoft Extended Basic v1.0
- Affichage mode texte : 28 lignes de 40 caractères de 6 × 8 pixels en 8 couleurs (2 couleurs maxi par caractère) + mode inversé (8-numéro courant), permettant d'en ajouter 2. Les 2 bits de poids forts de l'octet servant à définir les modes, inverse et attribut)[16]. Outre les couleurs, des attributs de type Videotex de clignotement et de double hauteur sont également utilisables. Deux autres modes, LORES 0 et LORES 1, permettent d'utiliser une police de caractères "alternés redéfinissables" permettant de simuler la haute résolution en mode texte.
- Affichage mode graphique : 240 × 200 pixels en 8 couleurs (maxi 2 couleurs sur 6 pixels). Les 3 dernières lignes du bas de l'écran sont en mode texte. Comme les autres ordinateurs familiaux, le mode graphique de l'Oric a des contraintes de proximité ne permettant pas d'attribuer librement une couleur distincte à chaque pixel contigu sur une même ligne, mais par paquets de 6 pixels.
- Son : 3 voies mono sur 8 octaves et un générateur de bruit blanc, via processeur sonore Yamaha AY-3-8912, sortant sur haut-parleur intégré ou sur sortie Péritel.
- Connecteur DIN 7 broches pour lecteur de cassette externe 300 ou 2400 bauds.
- Connecteur Centronics parallèle pour imprimante à aiguilles.
- Connecteur 34 broches de port d'extension pour lecteur de disquettes 3" (Microdisc puis Jasmin), ou modem V23, possibilité d'ajouter d'autres extensions comme un synthétiseur de phonèmes vocaux ou un joystick.
- Sortie vidéo couleur via connecteur RGB 5 broches pour câble Péritel (en PAL) fourni mais nécessitant parfois une alimentation spécifique[17].
- Sortie vidéo couleur via modulateur TV UHF (sur canal 36 du téléviseur).
- Clavier intégré 57 touches semi-mécanique QWERTY à auto-répétition.
- Voltage : 9 V.
- Consommation Max : 600 milliampères.

#### Déclinaisons
- Certaines versions sont dotées d'un logotype arc-en-ciel.
- Des versions modifiées circulent avec deux ROMs : la V1.0 d'origine de l'Oric-1 et la V1.1 de l'Oric Atmos.

|                                  |
| Oric-1 avec logotype arc-en-ciel |

|            |
| Carte mère |

### Oric Atmos
L'Oric Atmos est le deuxième ordinateur de la firme Oric. Commercialisé à partir de 1984, il reprend la base de l'Oric-1 en remplaçant son clavier par un modèle offrant un toucher plus professionnel, permettant une saisie plus rapide, et en corrigeant quelques bugs de sa ROM. Il sera élu ordinateur de l'année en 1984. Seul le modèle 48 ko a été commercialisé en France.

#### Historique
Le problème majeur de l'Oric-1 était son clavier « semi-mécanique à pivot ». De fait, les claviers des micro-ordinateurs grand public étaient loin d'égaler les modèles professionnels car, pour des raisons de coûts, ils n'utilisaient généralement qu'une simple membrane plastique (comme sur le ZX-81) surmontée éventuellement de touches en gomme. Le clavier de l'Oric-1 était qualifié de semi-mécanique car ses touches étaient en plastique rigide, ce qui était un progrès indéniable, mais d'un usage restant moins pratique qu'un vrai clavier mécanique. L'Oric Atmos règle donc le problème no 1 de l'Oric-1 grâce à son clavier mécanique.
Hormis ce changement et l'aspect visuel du boitier, sa mémoire morte fait l'objet de correctifs mineurs touchant le chargement cassette ainsi que le Basic intégré (le Tangerine Basic produit par Microsoft passe de la version 1.0 à la 1.1), mais qui se révéleront à double tranchant car certains programmes Oric-1 ne tournent alors plus sur Atmos. De plus, le correctif du chargement cassette s'avère « beugué » et provoque des erreurs lors de la synchronisation du signal, qui rendent paradoxalement l'Atmos moins fiable que l'Oric-1. Ce bug a été corrigé discrètement par la suite, sans modification du numéro de version de la ROM. Il existe donc plusieurs versions de la ROM 1.1. Le Basic intégré est enrichi néanmoins de 5 nouvelles instructions.
La commercialisation de l'Atmos est accompagnée d'extensions en option, indisponibles du temps de l'Oric-1, qui sortent un an après la date prévue : le modem, le lecteur de disquettes 3 pouces Microdisc (particulièrement onéreux : à 3 600 FF, il coûte à sa sortie... plus de trois fois le prix de l'ordinateur lui-même !). Le fabricant anglais table sur une vente de « 350 000 exemplaires pour 1984 ».

#### Ordinateur de l'année 1984
Les ventes de l'Atmos atteignent 27 000 unités entre février et juin 1984. Sa fabrication est plus fiable, avec un taux de retour de 8%, contre 22% pour l'Oric-1. Les baisses de prix successives, de 1 990 FF à 990 FF, contribuent grandement à son succès en France où il est élu ordinateur de l'année en 1984. En 1985, l'Atmos est, par son aspect, son gabarit, son positionnement et son prix, l'un des concurrents les plus directs du Thomson MO5.
La fabrication de l'Atmos s'arrête définitivement en mars 1987. Le parc français aurait atteint 120 000 unités au total, ce qui constitue un beau succès. Néanmoins les ventes cumulées de l'Oric-1 et de l'Atmos sont loin d'égaler celle de son concurrent ZX Spectrum et surtout du Commodore 64.

#### Spécifications techniques
Les spécifications sont identiques à celles de l'Oric-1 hormis :
- nouveau clavier mécanique, avec touche FUNCT supplémentaire ;
- nouveau boitier rouge et noir ;
- correction de bugs mineurs (la ROM passe de V1.0 à V1.1) ;
- le Basic est enrichi de 5 instructions : MERGE, VERIFY, PRINT AT, STORE, RECALL.

#### Déclinaisons
Trois déclinaisons rares de l'Oric Atmos ont été commercialisées :
- Atmos 2, un Atmos modifié permettant de faire un micro-serveur Minitel : le modulateur TV UHF, devenu inutile pour la majorité des utilisateurs en raison de la prise Péritel, est remplacé par un détecteur de sonnerie. L'Atmos 2 se raccorde alors au Minitel en guise de modem. Cette modification des Oric Atmos est proposée aux possesseurs d'Atmos en décembre 1986 par Informatique & Nature, l'éditeur de Nibble, qui vend également des Atmos neufs pré-modifiés[26],[27].
- Nova 64, clone de l'Atmos, a été commercialisé en Yougoslavie. La seule variation par rapport à l'Atmos 48 ko en clavier "Qwerty" concernait l'étiquette, dont le nom "64" provenait simplement de l'addition des 48 ko de RAM aux 16 ko de ROM[28]. Ce changement de nom était peut-être destiné à laisser penser qu'il y avait 64 ko de RAM utilisateur et d'apporter un avantage concurrentiel. Plus de 5 000 exemplaires auraient été vendus[28].
- Pravetz 8D, clone de l'Atmos, a été commercialisé en Bulgarie entre 1985 et 1991[29]. Il est entièrement compatible avec l'Atmos. La seule différence majeure étant le boitier blanc nettement plus large et intégrant l'alimentation électrique. Le Basic en ROM a été modifié pour gérer également l'alphabet Cyrillique (les majuscules sont des caractères romans et les minuscules des caractères cyrilliques, ce qui nécessite l'ajout d'une touche CAPS LOCK). Un DOS dédié a été créé, baptisé DOS-8D, et créé en 1987–88 par Borislav Zahariev.

|                                                 |  |
| Ports d'extensions de l'Atmos, et le Pravetz 8D |  |

### Oric Telestrat
Ordinateur français, l’Oric Telestrat (prononcer « téléstrate ») est le troisième ordinateur de la firme Oric. Commercialisé à partir de 1986, il reprend la base de l’Atmos avec processeur 6502A à 1 MHz, à laquelle sont apportées des améliorations logicielles et matérielles pour en faire « une bête à communiquer » dans le domaine de la télématique, vendu comme un serveur « clef en mains » et principalement destiné à concevoir et héberger un Micro-serveur Minitel.
C'est donc un Oric Atmos évolué dont il étend la capacité mémoire à 64 ko ainsi que 7 banques commutables de 16 ko, et est livré avec un lecteur de disquettes double face au format 3 pouces. Sa ROM est portée à 40 ko + 11 ko de DOS et le TELEMON, sorte de système d'exploitation du Telestrat fournissant une bibliothèques de fonctions internes permettant d'alléger le poids de nombreux logiciels et cartouches (le logiciel Telematic ne pèse que 8 ko !). Mais ce sont surtout trois autres particularités qui le distinguent des micro-ordinateurs de l'époque :
- un grand nombre d'entrée-sortie (treize connecteurs différents, un record pour ce type de matériel, dont deux bus d'extension et deux ports cartouche).
- un BASIC compilé Hyper-Basic, une nouveauté révolutionnaire pour un langage BASIC sur micro-ordinateur familial. Il propose un éditeur pleine page avec analyse syntaxique « à la volée » et assistance à la saisie, où chaque ligne est pré-compilée dès sa validation, signalant immédiatement les erreurs de syntaxe sans avoir à sortir de l'éditeur[35]. Le BASIC est compilé au moment du lancement et il est également possible de stocker un programme déjà compilé, ce qui permet de gagner un peu de place mémoire (inutile de charger le code source). Cette compilation permet d'afficher des performances supérieures au BASIC interprété des autres ordinateurs (voir : interpréteur ). Ses instructions Basic sont de 4 à 200 fois plus rapides que sur Atmos (disposant du même processeur) et d'une manière générale un programme existant s'exécutera 2 à 4 fois plus vite[32].
- un logiciel intégré "Telematic" adapté à la télématique française (Minitel) et permettant de construire des pages vidéotex et une arborescence, de gérer une messagerie avec boites aux lettres ou encore d'héberger un serveur mono-voie sur ligne RTC[36],[37]. Il permet également aux professionnels de créer une borne de communication en magasin ou afficher par exemple des informations en vitrine[31], compléter un Minitel en stockant les pages en local pour réduire sa facture téléphonique[33],[38], transférer des programmes à distance[31], permettre le dialogue entre Minitels pour personnes handicapées, sourds ou malentendants[31].

#### Historique
Le succès de l'Atmos amène son constructeur anglais Oric International à annoncer en novembre 1984 travailler sur un modèle plus performant, le Stratos, également appelé IQ164, et prévu pour le printemps 1985,. En janvier 1985, les dirigeants de l'entreprise Barry Muncaster et Bruce Everiss annoncent avoir vendu 350 000 ordinateurs Oric-1 et Oric Atmos les deux premières années et annoncent qu'ils mettront l'Oric Stratos en vente en France à partir de février, avec une prévision de 20 000 exemplaires vendus. Mais les résultats financiers et la dette cumulée en diffèrent la sortie, qui n'est désormais plus envisagée qu'en France dans un premier temps. Le Stratos est finalement présenté le 1er février 1985 au salon informatique de Francfort où il suscite un réel intérêt... qui se fragilise dès le lendemain quand est annoncée la mise en liquidation d'Oric international. Le 5 mars, Oric International est alors mis en vente et plusieurs sociétés, dont l'importateur français ASN et la future société Eureka, se portent acquéreurs, tandiq que le Stratos reste annoncé pour juin, au prix de 2 995 francs. Le 1er juin, Eureka gagne le marché et reprend en France toutes les activités d'Oric International, révélant qu'une partie de sa dette venait de l'importateur français ASN. Eureka annonce que le projet Stratos sera disponible à la fin de l'année et de fabrication française. L'été 1985 voit une réappropriation rapide des projets côté Eureka, qui sort en novembre le système d'exploitation Sedoric (gestion de disquettes pour les ordinateurs Oric et un Basic enrichi de fonctions remarquables), développé par Fabrice Broche et Denis Sebbag, faisant l'objet d'articles élogieux dans la presse spécialisée, alors que parallèlement le projet Stratos, rebaptisé Telestrat, s'enrichit de la compatibilité Minitel et est annoncé pour janvier 1986 avec également un accueil favorable de la presse. La disponibilité du Telestrat est repoussée à avril, à la suite du dépôt de bilan de l'Usine ATV en Normandie qui oblige à transférer la production dans une autre usine, à Livarot,. Eureka/Oric International prévoit de vendre 10 000 Telestrat.
Le Telestrat ne sortira finalement qu'en avril 1986, et au pix de 3 990 francs, soit 1000 de plus que le prix initialement annoncé, avec un lecteur de disquettes, une cartouche Telematic et une cartouche Hyper-Basic. Malgré son prix, le produit s'écoule bien et la production n'arrive pas à satisfaire la demande. Le Telestrat n'est alors livré qu'aux clients en tête de liste d'attente. Par ailleurs, la cartouche Hyper-Basic ne sera finalisée qu'en septembre, après des mises à jour régulières des cartouches Telematic et Hyper-Basic, mises à jour qui nécessitaient d'échanger les cartouches en boutique (pas de téléchargements de mises à jour à l'époque). Au-delà des faibles disponibilités, la sortie s'effectue avec un an de retard dans un marché informatique révolutionné par l'Amiga de Commodore, l'Atari ST et le Macintosh (processeurs 16 bits, Atari ST avec 1 Mo de mémoire, loin de la contrainte du plafond mémoire de 64 ko du 6502, performances graphiques supérieures). De plus, le marché télématique est également moins attractif en raison de la hausse des tarifications téléphoniques de France Telecom. Pour augmenter les ventes, Oric International propose une offre Telestrat à 3300 FF au lieu de 3990 FF, avec reprise de l'ancien Oric 690 FF. En novembre 1986, Oric International (avec un chiffre d'affaires de 38 millions de francs) entre cependant en bourse sur le marché hors-côte de Paris.
Une gamme croissante de cartouches et de périphériques est alors proposée pour le Telestrat : cartouches Tele-Forth, horloge temps réel (compatible Atmos), pavé numérique avec prise Joystick. En 1987, sortent l'extension RAM 64 ko et la cartouche Tele-Ass.

#### Une diffusion confidentielle
La faillite d'Oric International entraîne celle du Telestrat, qui sera encore vendu à la boutique du siège d'Oric international jusqu'à sa fermeture en décembre 1988, avec un cumul de 6 000 exemplaires vendus. Certains serveurs Minitel tournant sur Telestrat fonctionnaient encore en 2006.
Cette faillite entraîne également l'abandon des projets en cours :
- Carte 80 colonnes : carte d'extension entièrement compatible Videotex, sortie Péritel RVB, incrustation vidéo possible[58];
- Interface MIDI : interface à laquelle vient se raccorder une boîte comportant les prises standard MIDI (cette boite ne contient que la connectique, l'interface est intégrée au Telestat mais il était impossible de rajouter deux connecteurs DIN et deux jacks au Telestrat)[35] avec logiciels de téléchargement de séquences et de sons, séquenceur, ainsi que des extensions au Basic pour réaliser ses propres logiciels MIDI[58] ;
- Gang programmer[58] : programmateur d'Eproms 2708 à 27512 pour développer des applications sur cartouches ROM[58].
- Oric Net[58] : réseau de Telestrats communiquant entre eux. Exemple : un Telestrat maître avec 4 Microdiscs et 4 Telestrats esclaves en serveur partagent une base de données et ses périphériques, formant le système multivoie le moins cher du marché[58].
- Telestrat II[49] : projet annoncé en septembre 1987, il devait proposer un boîtier métallique avec clavier séparé, écran 80 colonnes[49], deux lecteurs 720 ko et gérer un serveur multivoie via Oric Net avec plusieurs Telestrats II en réseau[59]. Son prototype était équipé d'une liaison Wifi très novatrice pour l'époque, comme l'explique Georges El Andaloussi (co-auteur avec Fabrice Broche du Manuel du Telestrat), qui a quitté Oric International pour travailler au sein de l'IEEE où il a mis au point le protocole Wifi 802.11[59].
- Oric Phoenix[60] : prototype HD64180 (Z80 amélioré) à 6 MHz, 256 ko de RAM extensible à 512 ko[61],[62],[63] (mais seuls 64 ko sont adressables, le reste n'étant utilisable qu'en RAM disk[64]), fonctionnant sous CP/M 2.2  avec le processeur graphique Thomson du Minitel et une carte horloge temps-réel intégrée auto-alimentée (mais qui ne sert qu'à afficher l'heure à l'écran car sous CP/M les fichiers ne sont pas horodatés[65]). Baptisé Nova 800, il est conçu en 1985 en Slovénie[64] par la société qui avait fait le Nova 64 et destiné au marché Croate. L'unique ROM retrouvée date de 1986 et 1987[64],[65]. Fabrice Francès, ayant restauré le prototype, explique que "même si elle était arrivée deux ans plus tôt cette machine n'avait aucune chance face à un Amstrad 664"[65].

#### Caractéristiques techniques
- Unité centrale processeur 6502 : identique à l'Oric-1 et à l'Atmos ;
- 64 ko RAM ;
- Gestion des périphériques par 2 VIA 6522, une ACIA 6551[35] ;
- Contrôleur de disquette FDC 1793 intégré avec toute l’électronique embarquée dans une seule puce[35],[66] ;
- 1 clavier Azerty (modifiable en Qwerty par voie logicielle + étiquettes) ;
- 2 ports cartouche pouvant supporter en tout 7 banques de 16 ko par superposition (la banque #4 étant commune aux deux ports cartouche) ;
- 1 port RS-232 (format DB-25) jusqu'à 19200 bauds en full duplex[35] ;
- 1 port pour brancher un Minitel, le Minitel faisant office de Modem (connecteur DIN 8 broches) ;
- 1 port lecteur de disquette Microdisc (connecteur 30 broches) avec possibilité de chaîner jusqu'à 4 lecteurs (trois en plus du lecteur de base) ;
- 1 port MIDI (sans aucune électronique MIDI) ;
- 2 ports joystick (format DE-9) l’un pouvant être utilisé pour une souris, l’autre pour un joystick ;
- 1 câble téléphonique pour détection d'appel (détection de sonnerie) ;
- 1 port Bus d'extension (connecteur 30 broches) : identique à l'Oric-1 et à l'Atmos ;
- 1 port parallèle pour imprimante (connecteur 18 broches) : identique à l'Oric-1 et à l'Atmos, mais avec bufferisation pour plus de rapidité et de confort[35].
- 1 sortie RVB/Péritel (connecteur DIN 8 broches) : identique à l'Oric-1 et à l'Atmos ;
- 1 port lecteur de cassette (connecteur DIN 7 broches) : identique à l'Oric-1 et à l'Atmos ;
- Affichage mode texte : identique à l'Oric-1 et à l'Atmos ;
- Affichage mode graphique : identique à l'Oric-1 et à l'Atmos ;
- Son : identique à l'Oric-1 et à l'Atmos ;
- Bouton Reset modifié pour perdre un minimum de données[35] contrairement à l'Oric-1 et à l'Atmos ;
- Livré avec un lecteur de disquettes externe 3 pouces "Microdisc".

Note : contrairement aux Oric-1 et Oric Atmos, le Telestrat était dépourvu de sortie vidéo PAL.

#### Déclinaisons
- AdressTel était un Telestrat livré dans un boîtier métallique avec deux lecteurs 3 pouces et une cartouche AdessTel soudée, destiné à automatiser la récupération d'adresses depuis l'annuaire électronique par Minitel (numéro d'appel 11, puis 3611)[67].

### Logotypes
|                 |
| Oric-1 standard |

|                                  |
| Oric-1 avec logotype arc-en-ciel |

|            |
| Oric Atmos |

|           |
| Telestrat |

|              |
| Oric Nova 64 |

## Périphériques et extensions

### Stockage
- Magnétophone Oric (Eureka)[68]
- Lecteur de disquettes 3" Microdisc[69] : lecteur de disquette au format 3 pouces. Le périphérique par excellence de l'Oric, un contrôleur à base de FDC1793 / 9216, un boîtier d'alimentation séparé permettant de connecter deux lecteurs. Système d'exploitation associé : SEDORIC. Son prix était très élevé, près de trois fois le prix de l'unité centrale, mais offrait des performances exceptionnelles par rapport aux cassettes avec seulement "9 secondes pour charger 30 ko"[70].
- Lecteur de disquettes 3" Jasmin : lecteur de disquette au format 3 pouces, 178 ko par face[71]. Le prix élevé du lecteur de disquettes Microdisc favorise l'apparition de concurrents avec la société T.R.A.N, basée à Toulon à cette époque, à La Valette-du-Var, qui propose un lecteur Jasmin. Ces disquettes sont au même format 3" que les lecteurs Amstrad (lecteur DD1 connectable à l'Amstrad CPC 464, lecteur intégré au CPC 664 et au CPC 6128). Le lecteur est composé de trois boîtiers noirs, le premier contient l'alimentation ainsi que le contrôleur Jasmin (à base de WDC1770 de Western Digital) qui permet de connecter l'ensemble via le connecteur « Expansion » de l'Oric. Les boutons poussoirs en façade Reset et Boot proposent un redémarrage à froid du système ainsi que le bootstrap du SED contenu sur une disquette MASTER. Les deux autres boîtiers contiennent un lecteur de disquette double face robuste de marque Hitachi alimenté en 5 V/12 V DC. Système d'exploitation associé : TDOS pour T.R.A.N.D.O.S se logeant dans la Ram Overlay de l'Oric (les 16 ko masqués par la ROM), ainsi que dans la plage 4 (#0400-#04FF) - ce qui provoque des problèmes d'incompatibilité car certains logiciels utilisent aussi cette plage mémoire. En raison des limitations intrinsèques du contrôleur, ce SED ne peut pas accéder simultanément aux deux faces d'une disquette, il faut retourner celle-ci pour y avoir accès. Le Jasmin permet de s'affranchir de l'alimentation 9 V DC d'origine de l'Oric. Le gros défaut du Jasmin est l'échauffement de son dissipateur qui fait fondre le plastique du boîtier d'alimentation à long terme. Mais avec le TDOS, le Jasmin est plus rapide que le Microdisc, lisant "48 ko en moins de 5 secondes"[72].
- Lecteur de disquettes 3" Jasmin II : 3 pouces, double tête, double face, double densité, 357 ko par disquette[71]. Version améliorée du Jasmin, un tout nouveau contrôleur toujours à base de WDC1770 permettant enfin d'accéder aux deux faces d'une disquette sans avoir à les retourner, un TDOS remanié permettant le formatage double face[73].
- Lecteur de disquettes 3" Byte drive 500 (ITL Kathmill LTD)[74] : 3 pouces, double tête, double face, double densité, capacité de 440 ko par disquette[75].
- Lecteur de disquettes 3,5" (Eureka) : lecteur de disquette au format 3,5 pouces[76]
- Lecteur de disquettes 5"¼ (MSE) : en janvier 1986, la firme allemande MSE de Düsseldorf propose un lecteur de disquette 5"¼.
- Lecteur de disquettes 5"¼ (Opelco) : en novembre 1986, au Royaume-Uni, Opelco lance une nouvelle gamme de lecteurs de disquettes moins chers que le modèle standard : un modèle simple-face à 184 livres et un modèle double-face à 235 livres, avec deux variantes de DOS. Il ne sera pas diffusé en France.

| xxxxxxxxxxxxxxxxx    |
| Lecteur Microdisc 3" |

| xxxxxxxxx          |
| Les différents DOS |

| xxxxxx.           |
| Lecteur Jasmin 3" |

### Impression
- Imprimante "MCP-40" (Eureka)[77] : petite imprimante 4 couleurs (noir, bleu, vert et rouge) de type traceur vectoriel à stylos[78]. Son boitier initialement blanc à l'époque de l'Oric-1, est décliné en noir pour s'adapter aux couleurs de l'Oric Atmos.
- Imprimante "Jasmin Printer" (Tran)[79].

### Communication
- Modem V23 (Oric) : compatible Prestel et Videotex, 1200/75bds non retournable et sans détecteur de sonnerie. Conçu en Angleterre, il était doublement handicapé : d'abord sur un aspect technique, puisqu'il ne pouvait permettre la création d'un serveur, chose dont était capable un simple Minitel[80]. Ensuite parce qu'à 950 francs, il ne pouvait lutter contre le Minitel fourni gratuitement par France Telecom avec chaque ligne téléphonique et dont de surcroît le modem V23 était retournable.
- Modem (Digitelec)[81],[82]
- Interface Minitel (Mageco)[83]
- Multi Telestrat (Eureka)[76]

### Saisie
- Pavé numérique "Caculator" (ICV)[84]
- Pavé numérique avec prise joystick additionnelle (se branchant sur le port DE-9).
- Pavé numérique (marque inconnue)[68]
- Souris (se branchant sur le port DE-9).
- Interface Joystick (Mageco pour Periph'Oric)[68]
- Interface Joystick (Protek)[68]
- Interface Joystick (Master Paddle)[68]
- Interface Joystick (Mageco)
- Interface Joystick (ECSI)[85]
- Crayon optique (Mageco pour VTR)[68]
- Crayon optique (Mageco)[86]
- Table graphique Graphiscop II (G3I)[74]

### Affichage
- Modulateur noir et blanc "Periph'Oric" (Mageco)[68]
- Démodulateur "P6015" (Eureka)[68]
- Multividéo Péritel (Eureka)[76]

### Divers
- Synthétiseur vocal (Mageco)[87]
- Synthétiseur vocal (Techni-Musique)[88]
- Synthétiseur vocal "Synthévoc 1" (marque inconnue)[86]
- Interface multi-ports (marque inconnue)[68]
- Carte horloge temps réel (Eureka) : permettant de conserver la date et l'heure après un redémarrage.
- Amplibus Jasmin (Tran)[86]
- Carte E/S Oric (Mageco)[86]
- Carte E/A, entrées analogique Oric (Mageco)[86]
- Carte compatible IBM PC : en 1986, TRAN annonce une carte destinée à rendre l'Oric, équipé du lecteur Jasmin, 100 % compatible avec l'IBM PC. Voilà qui, commente le magazine Théoric non sans malice, « va donner un nouveau souffle à l'Atmos ».
- Cartouche "RAM 64 ko" : extension mémoire 64 ko.
- Cartouche "ROM Oric-1" : pour émuler un Oric-1.
- Cartouche "ROM Atmos" : pour émuler Oric Atmos.
- Cartouche "Stratoric" : pour émuler à la fois un Oric-1 ou un Oric Atmos.

## Logiciels
Les ordinateurs Oric étaient livrés avec un langage Basic situé en ROM, ou sur cartouche pour le Telestrat. Une vaste bibliothèque de programmes, principalement des jeux, était proposée sur cassette pour l'Oric-1 et Atmos. En ce qui concerne le Telestrat, son faible nombre d'unités vendues et sa compatibilité avec les logiciels de la gamme précédente Oric-1 et Oric-Atmos, n'a pas poussé au développement d'une aussi large logithèque propre, qui s'est cantonnée principalement à des outils de développements fournis sur disquette et sur cartouche.
|        |
| Karaté |

|                  |
| Reversi Champion |

| Titre                           | Éditeur                      | Auteur                                         | Date de sortie | Genre              | Compatibilité | Compatibilité | Compatibilité | Support initial | Remarques |
| Titre                           | Éditeur                      | Auteur                                         | Date de sortie | Genre              | Oric-1        | Atmos         | Telestrat     | Support initial | Remarques |
| ------------------------------- | ---------------------------- | ---------------------------------------------- | -------------- | ------------------ | ------------- | ------------- | ------------- | --------------- | --- |
| 1337                            | Defense Force                | Chema                                          | 2010           | Simulation         | Oui           | Oui           |               | Disquette       | |
| 1815                            | ARG Informatique             | Bertrand Brocard et Alain Savetier             | 1985           | Stratégie          | Oui           | Oui           |               | Cassette        | Porté sur Amstrad CPC, MO5, TO7/70, TO9. |
| 3D Fongus                       | Loriciels                    | Luc Édouard Thibaud                            | 1985           | Arcade             | Oui           | Oui           |               | Cassette        | |
| 3D Invaders                     | Quark Data                   |                                                | 1983           | Arcade             | Oui           | Oui           |               | Cassette        | |
| 3D Maze                         | IJK Software                 | N. Sharp                                       | 1983           | Labyrinthe         | Oui           | Oui           |               | Cassette        | Distribué avec Breakout. Existe sur d'autres plateformes. |
| 3D Munch                        | Loriciels                    | Laurent Benes / Karine le Pors                 | 1985           | Arcade             | Oui           | Oui           |               | Cassette        | |
| Acheron's Rage                  | Prism                        | Steven Chapman                                 | 1983           | Arcade             | Oui           | Oui           |               | Cassette        | |
| Africa                          | Hebdogiciel                  | Alain Faraut                                   | 1984           | Stratégie          | Oui           | Oui           |               |                 | |
| Arsène Lapin                    | Infogrames                   | A. Caillaud et P. Moizan                       | 1984           | Aventure           | Oui           | Oui           |               | Cassette        | |
| Atlantis                        | Cobrasoft                    | Serge Querné                                   | 1985           | Aventure           | Oui           | Oui           |               | Cassette        | Existe sur d'autres plateformes. |
| Atmon                           | Oric International           | Lionel Ponnelle                                | 1987           | Développement      | Oui           | Oui           |               | Disquette       | Moniteur/mini-assembleur. |
| Attack of the Cybermen          | IJK Software                 | Stephen Haigh                                  | 1984           | Arcade             | Oui           | Oui           |               | Cassette        | |
| Bataille navale                 | Proriciel / ASN Diffusion    |                                                | 1983           | Stratégie          | Oui           | Oui           |               | Cassette        | |
| Bombyx                          | Dialog Informatique          | François Lionet                                |                | Arcade             | Oui           | Oui           |               | Cassette        | Genre Centipede |
| Bozy Boa                        | CDS Micro Systems            |                                                | 1983           | Arcade             | Oui           |               |               | Cassette        | |
| Breakout                        | IJK Software                 |                                                | 1983           | Arcade             | Oui           | Oui           |               | Cassette        | Distribué avec 3D Maze |
| Bricky                          | Breakpoint Limited           | Matthew Vinyl                                  | 1983           | Arcade             | Oui           | Oui           |               | Cassette        | |
| Businessman                     | ERE Informatique             | P. Rouillier                                   | 1984           | Stratégie          | Oui           | Oui           |               | Cassette        | Porté sur Commodore 64. |
| Calcul mental                   | Loriciels                    | Alain Lalisse                                  | 1984           | Educatif           | Oui           | Oui           |               | Cassette        | |
| Canada                          | Micrologic                   | Nicolas Menoux                                 | 1984           | Arcade             | Oui           | Oui           |               | Cassette        | |
| Carn-3                          | Loriciels                    | G. Espeche                                     | 1983           | Arcade             | Oui           |               |               | Cassette        | |
| Carnaval                        | Proriciel                    | Eric Chahi                                     | 1983           | Arcade             | Oui           | Oui           |               | Cassette        | |
| Casse Briques                   | Loriciels                    |                                                | 1983           | Arcade             | Oui           |               |               | Cassette        | |
| Categ-oric                      | No Man's Land                | Jean-Michel Ruells                             | 1983           | Simulation         | Oui           | Oui           |               | Cassette        | Existe sur d'autres plateformes. |
| Centipede                       | PSS                          | John B. Marshall                               | 1983           | Arcade             | Oui           | Oui           |               | Cassette        | Existe sur d'autres plateformes. |
| Centrale Nucléaire              | Hebdogiciel                  |                                                | 1983           | Simulation         | Oui           | Oui           |               | Cassette        | |
| Challenge voile                 | Loriciels                    | Philippe Darmagnac                             | 1984           | Simulation         |               |               |               | Cassette        | |
| Chase                           |                              | Frédéric Pigamo                                |                | Réflexion          | Oui           | Oui           |               | Cassette        | |
| Chef                            | Sprites                      | Eric Caen et O.Corviole                        | 1984           | Arcade             | Oui           | Oui           |               | Cassette        | |
| Chess                           | IJK Software                 | D. Thompson                                    | 1983           | Réflexion          | Oui           | Oui           |               | Cassette        | |
| Chess                           | Tansoft                      | S.J. Laws                                      | 1983           | Réflexion          | Oui           | Oui           |               | Cassette        | |
| Chess II                        | Tansoft                      | S.J. Laws et Geoff Phillips                    | 1984           | Réflexion          | Oui           | Oui           |               | Cassette        | |
| Cobra                           | Norsoft                      | Philippe Marti                                 | 1984           | Arcade             | Oui           | Oui           |               | Cassette        | |
| Cobra Pinball,                  | Cobrasoft                    | Gilles Bertin                                  | 1985           | Arcade             | Oui           | Oui           |               | Cassette        | Aperçu dans le film "Spécial Police". |
| Concours Hippique               | No Man's Land                | JM Cruells                                     | 1984           | Arcade             | Oui           | Oui           |               | Cassette        | Course avec saut d'obstacles |
| Cosmos 1999                     | Chema                        | Chema                                          | 2009           | Arcade             |               | Oui           |               | Disquette       | |
| Cribbage                        | IJK Software                 | M. Jones et G. Privett                         | 1984           | Réflexion          | Oui           | Oui           |               | Cassette        | Jeu de cartes. |
| Crisp                           |                              |                                                |                |                    |               |               |               | Cassette        | |
| Crocky                          | Loriciels                    | C. Perconti                                    | 1983           | Arcade             | Oui           | Oui           |               | Cassette        | Genre Pac-Man |
| Crypt Show                      | Norsoft                      | Guillaume Saviard                              | 1985           | Aventure           | Oui           | Oui           |               | Cassette        | |
| Damae                           | Bleu Ciel Informatique       |                                                |                |                    |               | Oui           |               | Cassette        | |
| Dambuster                       | IJK Software                 | Pete Beckett, Barbara Beckett et Chris Beckett | 1984           | Simulation         | Oui           | Oui           |               | Cassette        | |
| Damsel In Distress              | IJK Software                 | M. v. Driel                                    | 1985           | Arcade             | Oui           | Oui           |               | Cassette        | |
| Dangereusement Votre            | Domark / Severn Software     |                                                | 1985           | Aventure           |               | Oui           |               | Cassette        | |
| Dedal                           | Infogrames                   | Christophe Roman et Gilles Pollet              | 1984           | Labyrinthe         | Oui           | Oui           |               | Cassette        | |
| Dedale dingue                   |                              |                                                |                |                    |               |               |               | Cassette        | |
| Dernier métro                   | Micro Programmes 5           | Claude Akriche et MP5                          | 1985           | Aventure           | Oui           | Oui           |               | Cassette        | |
| Defence Force,                  | Tansoft                      | Andrew Moore                                   | 1983           | Arcade             | Oui           | Oui           |               | Cassette        | |
| Detective Story                 | No Man's Land                |                                                | 1985           | Aventure           | Oui           | Oui           |               | Cassette        | |
| Dico 5                          | Loriciels                    |                                                | 1983           | Réflexion          | Oui           | Oui           |               | Cassette        | |
| Digger                          | Mercury Microware            |                                                | 1983           | Arcade             | Oui           | Oui           |               | Cassette        | |
| Dinky Kong                      | Severn Software              | Adrian Sheppard                                | 1983           | Arcade             | Oui           | Oui           |               | Cassette        | |
| Doggy                           | Loriciels                    | Éric Chahi                                     | 1984           | Arcade             | Oui           | Oui           |               | Cassette        | |
| Dominos                         |                              |                                                |                |                    |               |               |               | Cassette        | |
| Don Juan                        | Innelec / No Man's Land      |                                                | 1984           | Stratégie          | Oui           | Oui           |               | Cassette        | |
| Don Juans et Dragueurs          | ERE Informatique             | M. Brassinne et E. Tollemer                    | 1984           | Stratégie          | Oui           | Oui           |               | Cassette        | |
| Don't Press the Letter Q]       | IJK Software                 |                                                | 1985           | Arcade             | Oui           | Oui           |               | Cassette        | |
| Dracula's Revenge               | Softek                       | Steven Chapman                                 | 1983           | Arcade             | Oui           | Oui           |               | Cassette        | |
| Driver                          | Dialog Informatique          | Francois Lionet                                | 1984           | Arcade             | Oui           | Oui           |               | Cassette        | |
| Durandal                        | Cobrasoft                    | Léopold Galland et Louis Bravard               | 1985           | Aventure           | Oui           | Oui           |               | Cassette        | |
| Echecs                          | ASN                          | Stephen J. Laws                                | 1983           | Réflexion          | Oui           | Oui           |               | Cassette        | |
| Einstein                        | Soft & Micro                 |                                                |                | Réflexion          | Oui           | Oui           |               | Cassette        | Test de QI |
| Esquive                         | Oric France                  | Marc Rolin                                     | 1983           | Réflexion          | Oui           | Oui           |               | Cassette        | |
| Elektro Storm                   | PSS                          | Tony Stoddart                                  | 1983           | Arcade             | Oui           | Oui           |               | Cassette        | |
| Fantasy Quest                   | IJK Software                 | John Wolstencroft                              | 1983           | Aventure           | Oui           | Oui           |               | Cassette        | |
| Fireflash                       | No Man's Land                | Georges Depriester                             | 1984           | Arcade             | Oui           | Oui           |               | Cassette        | Genre Defence Force. |
| Formule 1                       | ARG Informatique             |                                                | 1985           | Arcade             | Oui           | Oui           |               | Cassette        | |
| Frelon                          | Loriciels                    | Marc Duren                                     | 1984           | Arcade             | Oui           | Oui           |               | Cassette        | |
| Frigate Commander               | IJK Software                 |                                                |                | Simulation         | Oui           | Oui           |               | Cassette        | |
| Frog Hop                        |                              |                                                |                |                    |               |               |               | Cassette        | |
| Galactic Attack                 |                              | Simon Phillips                                 |                | Arcade             | Oui           | Oui           |               | Cassette        | Genre Galaxians |
| Galaxians                       | Softek                       | Gordon Russell                                 | 1983           | Arcade             | Oui           | Oui           |               | Cassette        | |
| Galaxion                        | Loriciels                    |                                                | 1984           | Arcade             | Oui           | Oui           |               | Cassette        | |
| Galaxie                         | Micro Programmes 5           | Tristan Childoric                              | 1984           | Stratégie          | Oui           | Oui           |               | Cassette        | |
| Galaxy 5                        | Durell Software              | Robert White, Philip Dierks et Duncan Bett     |                |                    |               |               |               | Cassette        | |
| Gastronon                       | Loriciels                    | C. Perconti                                    | 1983           | Arcade             | Oui           | Oui           |               | Cassette        | |
| Ghost Gobbler                   | IJK Software                 | Ian Hothersall                                 | 1984           | Arcade             | Oui           | Oui           |               | Cassette        | Genre Pac-Man |
| Ghostman                        | Infogrames                   | Stephen Haigh                                  | 1984           | Arcade             | Oui           | Oui           |               | Cassette        | |
| Glouton                         | Hebdogiciel                  | Olivier Courcot                                | 1985           | Arcade             | Oric          |               |               | Cassette        | Licence privée (?) |
| Godill'Oric                     | Loriciels                    | V. Nicolas                                     | 1983           | Arcade             | Oui           | Oui           |               | Cassette        | |
| Gravitor                        | Severn Software              | Stephen Haigh                                  | 1984           | Arcade             | Oui           | Oui           |               | Cassette        | |
| Green Cross Road                |                              |                                                |                |                    |               |               |               | Cassette        | |
| Harrier Attack                  | Durell Software              | Ronald Jeffs                                   | 1983           | Arcade             | Oui           | Oui           |               | Cassette        | Existe sur d'autres plateformes. |
| Hellion                         | Orpheus                      | John Cumming, Ian Marshall et Gary Munro       | 1895           | Arcade             | Oui           | Oui           |               | Cassette        | |
| Honey Kong                      | Sprites                      |                                                |                | Arcade             | Oui           | Oui           |               | Cassette        | |
| Hopper                          | PSS                          | A. J. Clarke                                   | 1983           | Arcade             | Oui           | Oui           |               | Cassette        | |
| Hubert le Mineur                |                              |                                                |                |                    |               |               |               | Cassette        | |
| Hunchback (en)                  | Ocean                        | Philip Hulme                                   | 1983           |                    | Oui           |               |               | Cassette        | |
| Hu*bert                         | Loriciels                    | C. Perconti                                    | 1983           | Arcade             | Oui           | Oui           |               | Cassette        | |
| Hyper-Basic                     | Oric International           | Fabrice Broche                                 | 1986           | Développement      |               |               | Oui           | Cartouche       | BASIC compilé, livré avec le Telestrat. |
| Hyper Master Mind               | Loriciels                    |                                                | 1983           | Réflexion          | Oui           | Oui           |               | Cassette        | |
| Ice Giant                       | Softek                       | Steven Chapmen                                 | 1983           | Arcade             | Oui           | Oui           |               | Cassette        | |
| Impossible Mission              |                              |                                                |                |                    |               |               |               | Cassette        | Existe sur d'autres plateformes. |
| Insect Insanity                 | Tansoft                      | John B. Marshall                               | 1984           | Arcade             | Oui           | Oui           |               | Cassette        | |
| Intertron                       | Loriciels                    | L. Benes                                       | 1983           | Arcade             | Oui           | Oui           |               | Cassette        | |
| Invaders                        | IJK Software                 | Barrie Cridland                                | 1983           | Arcade             | Oui           | Oui           |               | Cassette        | |
| Jimmy Poubelle                  | Loriciels                    | Thonny junior                                  | 1985           | Arcade             | Oui           | Oui           |               | Cassette        | |
| Jogger                          | Severn Software              | Adrian Sheppard                                | 1983           | Arcade             | Oui           |               |               | Cassette        | |
| Karate                          | Gasoline Software            | Christophe Andréani                            | 1986           | Arcade             | Oui           | Oui           |               | Cassette        | |
| Kilburn Encounter               |                              |                                                |                |                    |               |               |               | Cassette        | |
| L'Aigle d'or                    | Loriciels                    | Louis-Marie Rocques                            | 1985           | Aventure graphique | Oui           | Oui           |               | Cassette        | Porté sur MO5 et Amstrad CPC. |
| La Chenille Infernale           | Loriciels                    |                                                | 1983           | Arcade             | Oui           | Oui           |               | Cassette        | Genre Centipede |
| La Cité de Cristal              | Bleu Ciel Informatique       |                                                |                | Aventure           | Oui           | Oui           |               | Cassette        | |
| La cité maudite                 | ERE Informatique             | J.M. Duchazeaubeneix et René Rouil             | 1984           | Aventure           | Oui           | Oui           |               | Cassette        | |
| La Flute Inca                   | Marco Polo                   | Pascal Bougault                                | 1984           | Aventure           | Oui           | Oui           |               | Cassette        | |
| La quête des anneaux            | Hebdogiciel                  | B. Dalens                                      | 1984           | Aventure           | Oui           | Oui           |               |                 | |
| La quête du Graal               |                              | J.M. Boudet                                    | 1983           | Aventure           | Oui           | Oui           |               |                 | |
| La Tour Fantastique             | No Man's Land                | Laurent Larbalette                             | 1984           | Aventure           | Oui           | Oui           |               | Cassette        | |
| Lancelot                        | Sprites                      | Eric Caen et O.Corviole                        | 1984           | Arcade             | Oui           | Oui           |               | Cassette        | |
| Land of Illusion                | Tansoft                      | Daniel J. Morris                               | 1984           | Aventure           | Oui           | Oui           |               | Cassette        | |
| Le Diamant de Khéops            | Sprites                      | Alain Fernandes et Olivier Waltispurger.       | 1984           | Arcade             | Oui           | Oui           |               | Cassette        | |
| Le Diamant de l'Ile Maudite     | Loriciels                    | Bertrand D'Armagnac/ Frédéric Baille           | 1984           | Aventure           | Oui           | Oui           |               | Cassette        | |
| Le Fer d'Amnukor                | Norsoft                      | Rémy Gosselin et Matthias Wystrach             | 1986           | Jeu de rôle        | Oui           | Oui           |               | Cassette        | |
| Le Général                      | Loriciels                    |                                                | 1984           | Stratégie          | Oui           | Oui           |               | Cassette        | |
| Le Magot                        | Oric                         |                                                |                | Aventure           | Oui           | Oui           |               | Cassette        | |
| Le Manoir du Dr Genius          | Loriciels                    | Laurent Benes et Karine Le Pors                | 1983           | Aventure graphique | Oui           | Oui           |               | Cassette        | Existe sur d'autres plateformes. |
| Le Masque d'Or                  | No Man's Land                | J.M. Drouillet et P. Charrier                  | 1985           | Aventure graphique | Oui           | Oui           |               | Cassette        | |
| Le Millionaire                  | ERE Informatique             | Michel de Guilhermier                          | 1984           | Stratégie          | Oui           | Oui           |               | Cassette        | |
| Le Mystère de Kikekankoi        | Loriciels                    | Laurent Benes                                  | 1983           | Aventure           | Oui           | Oui           |               | Cassette        | |
| Le Protector                    | Loriciels                    | C. Perconti                                    | 1983           | Arcade             | Oui           | Oui           |               | Cassette        | |
| Le Rendez-vous de la Terreur    | ERE Informatique             | Robert Piechaud                                | 1984           | Aventure           | Oui           | Oui           |               | Cassette        | |
| Le Retour du Dr Genius          | Loriciels                    | Laurent Benes et Karine Le Pors                | 1984           | Aventure graphique | Oui           | Oui           |               | Cassette        | |
| Le Sceptre d'Anubis             | Micro Programmes 5           | Éric Chahi                                     | 1984           | Aventure           | Oui           | Oui           |               | Cassette        | |
| Le Secret de Kaipur             | France Logiciel              | Hervé et Thierry Lange                         | 1984           | Aventure           | Oui           | Oui           |               | Cassette        | |
| Le Secret des Pharaons          | Hebdogiciel                  | H. Bellamy                                     | 1984           | Aventure           | Oui           | Oui           |               |                 | |
| Le Tombeau d'Axayacatl          | Loriciels                    | Yves Petitjean, Serge Schunder                 | 1985           | Aventure, puzzle   | Oui           | Oui           |               | Cassette        | Existe sur Amstrad (Le Secret du Tombeau) |
| Le Tour du Monde en 80 Jours    | No Man's Land                |                                                | 1984           | Aventure           | Oui           | Oui           |               | Cassette        | |
| Le Trésor du Pirate             | Free Game Blot               | F. Blot et Laurent G.                          | 1984           | Aventure           | Oui           | Oui           |               | Cassette        | |
| Le Trésor du Tarakunda          | Micro Programmes 5           | M. Fievre et J.-P. Ledru                       | 1984           | Aventure           | Oui           | Oui           |               | Cassette        | |
| Le Trident de Neptune           | No Man's Land                | J. Beaubernard                                 | 1984           | Aventure           | Oui           | Oui           |               | Cassette        | |
| Les aventures de Lilla et Jacky | Micropuce                    |                                                | 1984           | Aventure           | Oui           | Oui           |               | Cassette        | |
| Light Cycle                     | PSS                          | A. J. Clarke                                   | 1983           | Arcade             | Oui           | Oui           |               | Cassette        | Course de motos genre Tron |
| Loki                            | Joe the lion                 | John H. Sandham                                | 1983           | Arcade             | Oui           | Oui           |               | Cassette        | |
| Lone Raider                     | Severn Software              | Adrian Sheppard                                |                | Arcade             | Oui           | Oui           |               | Cassette        | |
| Loritel                         | Loriciels                    | JL Allard et O Duygeot                         | 1985           | Utilitaire         | Oui           | Oui           |               | Cassette        | Capture de pages Videotex, dialogue en direct entre Minitels, transfert de fichiers. Livré avec un câble pour relier le Minitel à l'Oric. Porté sur MO5.                                                |
| Lotoriciels                     | Loriciels                    | Didier Roy                                     | 1984           |                    | Oui           | Oui           |               | Cassette        | Prévisions du loto |
| Manic Miner                     | Software Projects Ltd        | Matthew Smith et Steven Green                  | 1985           | Arcade             | Oui           | Oui           | Oui           | Cassette        | Existe sur ZX Spectrum, Commodore 16 et 64, Amstrad CPC, BBC Micro, Dragon 32/64 et Amiga. |
| M.A.R.C.                        | PSS                          | Tony Stoddart                                  | 1984           | Arcade             | Oui           | Oui           |               | Cassette        | |
| Macadam Bumper                  | ERE Informatique             | Rémi Herbulot                                  | 1985           | Arcade             | Oui           | Oui           | Oui           | Cassette        | Existe sur Amstrad CPC, Atari ST, Commodore 64, MS-DOS, MSX, Sinclair ZX Spectrum, Thomson (MO6, TO8, TO9, TO9+.                                                                                        |
| Maze                            | Cascade Games                |                                                |                | Arcade             | Oui           | Oui           |               | Cassette        | |
| Méfies-toi de Méphisto          | Bleu Ciel Informatique       | J.-P. Prete                                    | 1987           | Aventure graphique | Oui           | Oui           |               | Cassette        | Existe sur d'autres plateformes. |
| Meurtre à grande vitesse        | Cobrasoft / ARG Informatique | Bertrand Brocard                               | 1985           | Aventure           | Oui           | Oui           |               | Cassette        | |
| Mission Delta                   | ERE Informatique             |                                                | 1984           | Simulation         | Oui           | Oui           |               | Cassette        | Existe sur Amstrad CPC, Thomson MO5, ZX Spectrum et ZX81. |
| Monopolyc                       | Free Game Blot               | F. Blot                                        | 1983           | Stratégie          | Oui           | Oui           |               | Cassette        | Également paru sous le nom Monopolic. |
| Monster mind                    |                              |                                                |                |                    |               |               |               | Cassette        | |
| Montségur                       | Norsoft                      | C. Hugel                                       |                | Aventure graphique | Oui           | Oui           |               | Cassette        | |
| Morpion 10*10                   | Proriciel / ASN Diffusion    | J. Devos et J.-Y. Le Guen                      | 1983           | Réflexion          | Oui           | Oui           |               | Cassette        | |
| Morpion 3D                      | Micropuce                    | Jean-Max Soufflet et Gaston Venant             | 1983           | Réflexion          | Oui           | Oui           |               | Cassette        | |
| Mr Wimpy (en)                   | Ocean                        |                                                | 1984           | Arcade             | Oui           | Oui           | Oui           | Cassette        | Existe sur d'autres plateformes. |
| Mushroom Mania                  | Arcadia Software             | M. J. Williams                                 | 1983           | Arcade             | Oui           | Oui           | Oui           | Cassette        | Existe sur d'autres plateformes. |
| Nessy                           | Free Game Blot               | F. Blot                                        | 1983           | Arcade             | Oui           | Oui           |               | Cassette        | Genre Centipede |
| Nibbler                         | Oric International           |                                                | 1984           | Arcade             | Oui           | Oui           |               | Cassette        | |
| OricMunch                       | Tansoft                      | G. Phillips                                    | 1983           | Arcade             | Oui           | Oui           |               | Cassette        | Genre Pac-Man |
| Oric Parchen Kirchen            | Cytel                        | Jan Bolh                                       | 1984           | Arcade             | Oui           | Oui           |               | Cassette        | |
| Oric Trek                       |                              |                                                |                |                    |               |               |               | Cassette        | |
| Orion                           | Loriciels                    | C. Perconti                                    | 1983           | Arcade             | Oui           | Oui           |               | Cassette        | |
| Painter                         | A & F Software               | Andrew Houston                                 | 1983           | Arcade             | Oui           | Oui           |               | Cassette        | |
| Panagram                        |                              |                                                |                |                    |               |               |               | Cassette        | |
| Panic                           | No Man's Land                | Laurent et Marc DUREN                          | 1984           | Action-Réflexion   | Oui           | Oui           |               | Cassette        | |
| Pasta Blasta                    | Arcadia Software             |                                                | 1983           | Arcade             | Oui           | Oui           |               | Cassette        | |
| Pengoric                        | Loriciels                    |                                                | 1983           | Arcade             | Oui           | Oui           |               | Cassette        | |
| Planete bleue                   | ARG Informatique             | René MOLLES                                    | 1984           | Educatif           | Oui           | Oui           |               | Cassette        | |
| Playground 21                   | IJK Software                 | Mattias Gyllerup                               | 1985           | Arcade             | Oui           | Oui           |               | Cassette        | Genre Donkey-Kong. |
| Portrait robot                  | Hebdogiciel                  | Vincent Cauquil                                | 1984           | Réflexion          | Oui           | Oui           |               |                 | |
| Pousse-pousse                   |                              |                                                |                |                    |               |               |               | Cassette        | |
| Power Maze of Agrenon           | Oric Owner                   | Lupton et Hunt                                 | 1983           | Labyrinthe         | Oui           | Oui           |               | Cassette        | |
| Psychiatric                     | Sprites                      | Bernard Auré                                   | 1984           | Arcade             | Oui           | Oui           |               | Cassette        | |
| Puissance 4                     | Loriciels                    |                                                | 1983           | Réflexion          | Oui           | Oui           |               | Cassette        | |
| Plouf                           |                              | Dominique Larcher                              | 1985           | Réflexion          |               | Oui           |               | Cassette        | Existe sur d'autres plateformes. |
| Probe 3                         | IJK Software                 | Barrie Cridland                                | 1983           | Arcade             | Oui           | Oui           |               | Cassette        | |
| Quack a Jack !                  | Severn Software              | Paul Shirley                                   | 1984           | Réflexion          | Oui           | Oui           |               | Cassette        | |
| Rabbit                          | Norsoft                      | Joel Brunet                                    | 1985           | Arcade             | Oui           | Oui           |               | Cassette        | |
| Rainbow Warrior                 |                              | D. Lefebvre                                    | 1985           | Enquête            | Oui           | Oui           |               | Cassette        | |
| Rat Splat                       | Tansoft                      | John Marshall                                  | 1983           | Arcade             | Oui           | Oui           |               | Cassette        | |
| Reverse                         | IJK Software                 | G. Privett et M. Jones                         | 1983           | Réflexion          | Oui           | Oui           |               | Cassette        | |
| Reversi                         |                              |                                                |                | Réflexion          |               |               |               | Cassette        | |
| Reversi Champion                | Loriciels                    | Vincent Baillet                                | 1984           | Réflexion          | Oui           | Oui           |               | Cassette        | Genre Othello. |
| Ringo                           | Elephant Software            | R. F. Frier                                    | 1983           | Stratégie          | Oui           |               |               | Cassette        | |
| Roland Garros                   | Sprites                      | Bernard Auré                                   | 1985           | Arcade             | Oui           | Oui           |               | Cassette        | Tennis |
| Royaume                         | Salamender Software          |                                                | 1983           | Stratégie          | Oui           | Oui           |               |                 | |
| S.a.g.a                         | ERE Informatique             | P. Taupin et J-P. Biscay                       | 1985           | Arcade             | Oui           | Oui           |               | Cassette        | |
| Scuba Dive                      | Durell Software              | Ronald Jeffs                                   | 1983           | Arcade             | Oui           | Oui           |               | Cassette        | |
| Scorbutt                        | Micro Programmes 5           | Emma Bovaire                                   | 1985           | Arcade             | Oui           | Oui           |               | Cassette        | |
| Simulateur de vol               | Club Europe Oric             | Roger Barbier                                  |                | Simulation         |               | Oui           |               | Disquette       | |
| Skramble                        | Microdeal                    | Rita Jay                                       | 1983           | Arcade             | Oui           |               |               | Cassette        | |
| Sorvivor                        | Loriciels                    | Jean Michel Nguyen                             | 1984           | Arcade             | Oui           | Oui           |               | Cassette        | |
| Space 1999                      |                              |                                                |                | Aventure graphique | Oui           | Oui           |               | Cassette        | |
| Space Crystal                   | Quark Data                   | T. Free et K. Butler                           | 1983           | Stratégie          | Oui           | Oui           |               | Cassette        | |
| Space Mission                   | Cascade Games                | D. Cock                                        | 1984           | Arcade             | Oui           | Oui           |               | Cassette        | |
| Spooky Mansion                  | Mercury Microware            |                                                | 1984           | Arcade             | Oui           | Oui           |               | Cassette        | |
| Stanley                         | Loriciels                    | C. Perconti                                    | 1984           | Arcade             | Oui           | Oui           |               | Cassette        | |
| Star                            | Loriciels                    | Thierry Mallet                                 | 1985           |                    |               |               |               | Cassette        | |
| Star Fighter                    | Durell Software              | Mike Highfield                                 | 1983           | Arcade             | Oui           | Oui           |               | Cassette        | |
| Starter 3D                      | Landscape                    | Georges Depriester                             | 1984           | Arcade             | Oui           | Oui           |               | Cassette        | |
| Stratmon,                       | Oric International           | Lionel et Damien Ponnelle                      | 1987           | Développement      |               |               | Oui           | Disquette       | Moniteur/mini-assembleur, adaptation d'Atmon pour Telestrat. |
| Stratools                       | KIM Software                 | Damien Ponnelle                                | 1987           | Utilitaire         |               |               | Oui           | Disquette       | Éditeur de secteurs avec fonctions avancées (désassembleur notamment), distribué en tant que freeware sur le micro-serveur Pinky (téléchargement) puis également sur disquette par l'association AEDIT. |
| StratDisk                       | Oric International           | Guillaume Meister                              | 1987           | Utilitaire         |               |               | Oui           | Disquette       | Éditeur de secteurs avec fonctions avancées (récupération de fichiers supprimés notamment). |
| Strip 21                        | Micropuce                    | J.L. le B.B.                                   | 1983           | Réflexion          | Oui           | Oui           |               | Cassette        | Strip poker. |
| Styx                            | No Man's Land                | G. Depriester                                  | 1984           | Arcade             | Oui           | Oui           |               | Cassette        | |
| Super Advanced Breakout         | Tansoft                      | Alan Readman                                   | 1983           | Arcade             | Oui           | Oui           |               | Cassette        | |
| Super Frelon                    | Loriciels                    | Marc Duren                                     | 1984           |                    |               |               |               | Cassette        | |
| Super Jeep                      | Loriciels                    | C. Perconti                                    | 1984           | Arcade             | Oui           | Oui           |               | Cassette        | |
| Super Meteors                   | Softek                       | Gordon Russell                                 | 1983           | Arcade             | Oui           | Oui           |               | Cassette        | |
| Talisman                        | Infogrames                   | Remi Valantin et R-P Gilibert                  |                | Arcade             | Oui           | Oui           |               | Cassette        | |
| Teknis                          | Gasoline Software            | Olivier Sigaud                                 | 1986           | Jeu de Rôle        | Oui           | Oui           |               | Cassette        | |
| Tele-Ass                        | Oric International           | Pierre Grenet                                  | 1987           | Développement      |               |               | Oui           | Cartouche       | Pour développer en assembleur 6502. |
| TELE-CHESS                      |                              |                                                |                |                    |               |               |               | Cassette        | |
| Tele-Forth                      | Oric International           |                                                |                | Développement      |               |               | Oui           | Cartouche       | Pour développer en langage Forth. |
| Telematic                       | Oric International           |                                                | 1986           | Utilitaire         |               |               | Oui           | Cartouche       | Création et hébergement de serveur Minitel monovoie. |
| Tendre Poulet                   | Sprites                      | Olivier Espeche                                | 1984           | Arcade             | Oui           | Oui           |               | Cassette        | |
| Terminus                        | ERE Informatique             |                                                |                | Aventure graphique | Oui           | Oui           |               | Cassette        | |
| Terrific Terra Invaders         |                              |                                                |                | Arcade             | Oui           | Oui           |               | Cassette        | |
| The Hobbit                      | Tansoft                      |                                                |                | Aventure graphique | Oui           | Oui           |               | Cassette        | Existe sur d'autres plateformes. |
| The House of Death              | Tansoft                      | Geoff Phillips                                 | 1984           | Aventure           | Oui           | Oui           |               | Cassette        | |
| The Nowotnik Puzzle             | Tansoft                      | David Nowotnik                                 | 1983           | Réflexion          | Oui           | Oui           |               | Cassette        | |
| The Ultra                       | PSS                          | John B. Marshall                               | 1983           | Arcade             | Oui           | Oui           |               | Cassette        | |
| Third World War                 | Free Game Blot               | F. Blot                                        | 1983           | Stratégie          | Oui           | Oui           |               | Cassette        | |
| Titan                           | Infogrames                   | Gilles Pollet et Christope Roman               | 1984           | Arcade             | Oui           | Oui           |               | Cassette        | |
| Transylvania                    | Hebdogiciel                  | G. Saviard                                     | 1984           | Aventure           | Oui           | Oui           |               |                 | |
| Triathlon                       | ERE Informatique             | M. Fievre et J. P. Ledru                       | 1985           | Arcade             | Oui           | Oui           |               | Cassette        | |
| Trick Shot                      | IJK Software                 | Stephen Haigh                                  | 1984           | Arcade             | Oui           | Oui           |               | Cassette        | Jeu de billard |
| Tyrann                          | Norsoft                      | Rémy Gosselin et Matthias Wystrach             | 1984           | Jeu de Rôle        | Oui           | Oui           |               | Cassette        | Existe sur d'autres plateformes. |
| Ultima Zone                     | Tansoft                      | Andy Green                                     | 1983           |                    |               |               |               | Cassette        | |
| Une Affaire en Or               |                              |                                                |                | Simulation         |               |               |               | Cassette        | |
| Video Flipper                   | Loriciels                    | T. Schiex et J.C. Bandini                      | 1984           | Arcade             | Oui           | Oui           |               | Cassette        | |
| Vision                          | Loriciels                    | Jean Michel Nguyen                             | 1984           | Réflexion          | Oui           | Oui           |               | Cassette        | |
| Vocer 4                         |                              | Christophe Andréani                            |                | Réflexion          | Oui           | Oui           |               |                 | Jeu de type Puissance 4. |
| Warlord                         | Lothlorien                   |                                                | 1983           |                    | Oui           | Oui           |               | Cassette        | |
| Waydor                          | IMS Software                 | David Brown                                    | 1984           | Aventure           | Oui           | Oui           |               | Cassette        | |
| Xenon 1                         | IJK Software                 | John S. Sinclair                               | 1983           | Arcade             | Oui           | Oui           |               | Cassette        | |
| Xenon 3, the genesis probe      | IJK Software                 | John S. Sinclair                               | 1985           | Arcade             | Oui           | Oui           |               | Cassette        | |
| Yam                             | ASN                          | P.-A. Jablonka                                 | 1983           | Réflexion          | Oui           | Oui           |               | Cassette        | |
| Zebbie                          | IJK Software                 | J. Buckley                                     | 1985           | Arcade             | Oui           | Oui           |               | Cassette        | |
| Zodiac                          | Tansoft                      | Geoff Phillips                                 | 1983           | Aventure           | Oui           | Oui           |               | Cassette        | |
| Zorgon's Revenge                | IJK Software                 | John S. Sinclair                               | 1983           | Arcade             | Oui           | Oui           |               | Cassette        | |

### Initiation et programmation
- Guide Pratique de l'Oric, du Basic à l'Assembleur, Michel Bussac, Robert Lagoutte, Dominique Carrara, Cedic/Nathan, 1983
- Faites vos jeux avec Oric, Claude Delannoy, Eyrolles, 1983
- Pratique de l'Oric-1 et 36 programmes, Jacques Deconchat, Editions Radio, 1983
- Des programmes pour votre Oric, Michel Piot, Editions Cedic/Fernand Nathan, 1983
- 30 programmes Oric-1 pour tous, Jacques Boisgontier, Editions PSI, 1983,  (ISBN 2 86595 116 2)
- Oric-1 pour tous, Jacques Boisgontier et Sophie Brebion, Editions PSI, 175 pages, 1983,  (ISBN 2 86595 098 0)
- Jeux sur Oric, David Chane-Hune, François Darbois, Editions Edimicro, 1983
- Guide de l'Oric, Philippe Bayvejiel, Editions PSI, 1983
- Tout savoir sur Oric, Roger Politis et Bruno Vanryb, Eyrolles, 1983[285]
- Programmes pour votre Oric, Edgar Jacob et Joseph Portelli, Editions Soracom, 1984
- Votre Oric (Oric-1 et Atmos), Ian Mc Lean, 288 pages, Intermicro, 1984[286]
- Clefs pour l'Oric : Oric-1 et Oric-Atmos, Emmanuel Flesselles, Editions PSI, 1984
- Pilotez votre Oric, Patrick Gueulle, Collection Microsystèmes, Éditions Techniques et Scientifiques Françaises, 127 pages, 1984[287]
- Guide Pratique de l'Atmos, du Basic à l'Assembleur, Michel Bussac, Robert Lagoutte, Dominique Carrara, Cedic/Nathan, 1984
- A la découverte de l'Oric-1 et Atmos, Daniel-Jean David, 176 pages, Editions PSI, 1984[288]
- L'Oric à l'affiche, Jean-Francois Sehan, 136 pages, Editions PSI, 1984[288]
- Faites vos jeux avec Atmos, Claude Delannoy, Eyrolles, 1984
- 20 programmes en Basic - Boite à outils pour Oric, tome 1, Michel Martin, 128 pages, PSI, 1984  (ISBN 978-2-87109-008-3)[288]
- 20 programmes en Basic - Boite à outils pour Oric, tome 2, Michel Martin, 128 pages, PSI, 1984[288]
- 102 programmes pour l'Oric Atmos, Jacques Boisgontier, 96 pages, Editions PSI, 1984[288]
- Oric pour tous - Oric-1 et Atmos - Initiation + programmes, 176 pages, Editions PSI, 1984[288]
- 52 programmes, Oric 1 pour tous - Oric 1 et Atmos, Jacques Boisgontier, 164 pages, Editions PSI, 1984[288]
- Oric, premiers programmes, Rodnay Zacks, Sybex, 1984[289]
- Atmos a la conquête des jeux, Jean Yves Astier, 131 pages, Eyrolles, 1984[290]
- Pratique de l'Oric Atmos et 36 programmes, H. Lilen et J. Benard, Editions Radio, 1984
- Oric Atmos, votre micro ordinateur, Michel Bussac, Cedic Nathan, Collection micro monde, 1984,  (ISBN 2 7124 1506 X)
- Le cahier du Basic sur Oric 1 et Atmos, Jacques Boisgontier, et S. Brebion, 96 pages, Editions PSI, 1984[288]
- Jeux en Basic sur Atmos, Sybex, 1984
- Oric Atmos, vos programmes, Collection Micro Monde, Editions Cedic/Fernand Nathan, 1984
- Mieux programmer sur Oric 1 et Atmos, 142 pages, Editions Soracom, 1985  (ISBN 978-2904032301)[291]
- Naviguez avec Oric 1 et Atmos, Edgar Jacob Joseph Portelli, 120 pages, 1984[292]
- Jeux graphiques sur Atmos, David Chane-Hune, François Darbois, 182 pages, Édimicro, 1984[293]
- Nouveaux jeux sur Atmos, Czes Kosniowski, 125 pages, Édimicro, 1984[294]
- Jeux sur Atmos, Mike James, S.M. Gee, Kay Ewbank, 104 pages, Editions Belin, 1985[295]
- Manuel des applications télématiques, Pascal Cusset, 1986, Oric International[296]

### Programmation avancée
- Forth pour Oric, Editions Soracom, 1983
- Atmos-Oric 1, manuel de référence, André Chenière, IS EDITIONS, 1984
- Au cœur de l'Oric-Atmos, Gilles Bertin, Collection INFORM'atic, 144 pages, 1984
- Visa pour l'Oric, Frederic Blanc et Francois Normant, ASN diffusion, 1984
- L'Oric et son micro-processeur 6502, François Normant et Frédéric Blanc, 187 pages, Micro Programmes 5, 1984https://catalogue.bnf.fr/ark:/12148/cb347582599
- L'assembleur de l'Oric-1 et Oric-Atmos - Programmation en langage machine, Marcel Henrot, 159 pages, PSI, 1984[297]
- L'Oric à nu, Fabrice Broche, 424 pages, Editions Soracom, 1986[298]
- Manuel d'utilisation Telestrat, par Fabrice Broche, 72 pages, Edition Oric-International/Eureka, 1986.
- Index Hyper-Basic, par Fabrice Broche et Georges El Andaloussi, 239 pages, Edition Oric-International, 1987.
- A la découverte du Telestrat, par Fabrice Guerin, 181 pages, Edition Oric-International, 1987.
- Manuel développeur du Telestrat, par Fabrice Broche, 50 pages, Edition Oric-International, 1987.
- Telestrat à cœur ouvert, par Guillaume Meister, 213 pages, Editions AEDIT, 1988.

### Hardware
- Communiquez avec votre Oric 1 et votre Atmos, Denis Bonomo et Eddy Dutertre, Editions Soracom, 1984[299]
- Interfaces pour Oric 1 et Atmos - Robotique, E.A., automatismes, Michel Levrel, 105 pages, Editions Soracom, 1984[300]
- 60 solutions pour Oric 1 + Atmos - Matériels, extensions, logiciels, R. Schulz, Micro-systèmes éditions, 1985[301]
- Des extensions à construire pour votre Oric-Atmos, Patrick Garrec et Cyril Vignet, Eyrolles, 126 pages, 1985[302]
- Apprenez l'électronique avec votre Oric, Pierre Beaufils, SORACOM, 1984[303]

### Revues périodiques
Plusieurs revues périodiques sont consacrées à l'Oric :
- Micro'Oric[304]
- Théoric[305]
- CEO-MAG (toujours diffusé actuellement)[306]
- Oric User Monthly[307]

## Au cinéma
- En 1985, le film Spécial Police met en scène un inspecteur de police, David Ackerman, spécialiste de l'informatique développant sur Oric Atmos le flipper Cobra Pinball (son auteur réel, Gilles Bertin, en a réalisé une version spécifique où son nom était remplacé par celui de David Ackerman). Les autres logiciels, comme la reconnaissance vocale ou semblant tourner sur Apple II, sont en fait des simulations réalisées également sur Oric car il était plus facile de synchroniser l'affichage de l'Oric avec la caméra[308].

## Postérité

### Extensions récentes
- Erebus : émulation hardware de cassettes sur carte SD (2 Go maximum), hébergeant des fichiers ".tap"[309].
- Twilighte board : ajout 512 Ko de RAM (par gestion de banques mémoire), 512 Ko d'eeprom (banques mémoire), lecture de ".tap" sur clef USB ou carte SD (64 Go maximum, FAT32, chargement 46 Ko/sec contre 2 Ko/s en standard), 2 prises joysticks, multi-ROMs, compatible avec Cumulus[310],[309].
- Cumulus : lecture de ".dsk" Sedoric[309].

### Émulateurs
Il existe plusieurs émulateurs gratuits sur plusieurs systèmes d'exploitation :
- Euphoric, écrit par Fabrice Francès[311], pour MS-DOS,
- Oricutron, écrit par Peter Gordon[311] pour Windows et macOS,
- Clock signal (CLK), écrit par Tom Harte[312],[311] pour macOS et Linux,
- Oric, écrit par Richard Bannister[313] pour macOS.
- MESS[314],

Plusieurs sites référencent les émulateurs :
- Planète émulation
- Emulation Oric sur Macintosh